# Helleborus orientalis
El eléboro negro de Hipócrates (Helleborus orientalis) es una especie de plantas de la familia de las ranunculáceas. Es originaria de Grecia y Turquía.

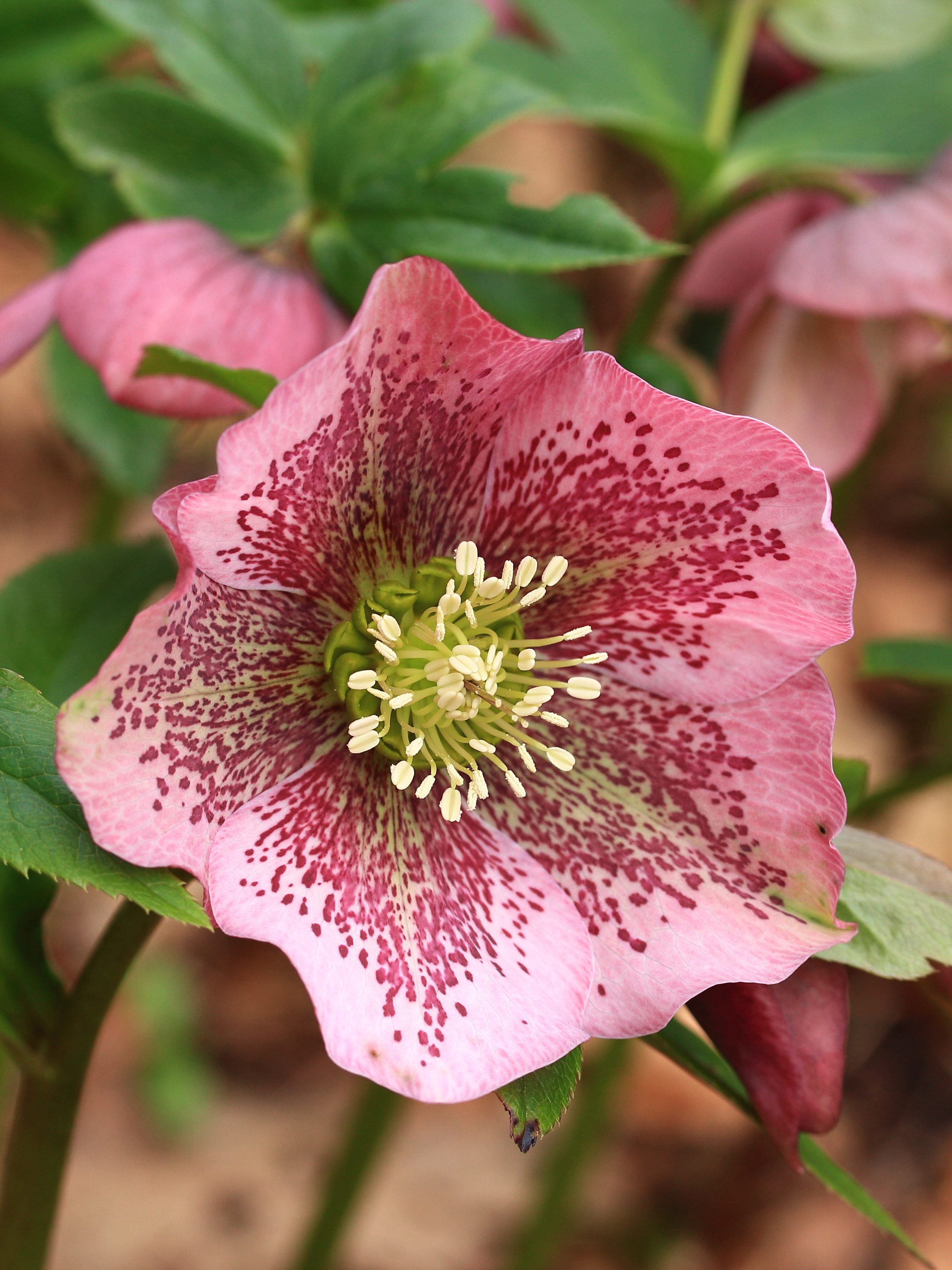
Flor

## Descripción
El eléboro oriental es una planta herbácea perennifolia que forma grupos. Las hojas tienen secciones serradas. El follaje se marchita  ocasionalmente ya durante la floración y se retrae a continuación, el nuevo follaje aparece poco después. Las flores son pequeñas y brillantes que van en color blanco, verde, rosa a  púrpura, a veces tienen manchas oscuras. El número de cromosomas es de: 2n = 32.

## Taxonomía
Helleborus orientalis fue descrita por Jean-Baptiste Lamarck y publicado en Encyclopédie Méthodique, Botanique 3: 96. 1789.'
Etimología
Ver: Helleborus
orientalis: epíteto latíno que significa "de Oriente".
Sinonimia
- Helleborus kochii Schiffn.
- Helleborus officinalis Salisb.
- Helleborus ponticus A.Braun[5]'